# 福井経編興業
福井経編興業株式会社（ふくいたてあみこうぎょう かぶしきがいしゃ）は、福井県福井市に本社を置く経編（たてあみ）生地製造会社。愛称はフクイタテアミである。1944年（昭和19年）設立、近年では医療材料の開発も手掛けている。

## 沿革
- 1944年（昭和19年）6月 - メリヤス製造会社として設立する。
- 1945年（昭和20年）7月 - 戦災により工場建物及び全機台を消失する。
- 1949年（昭和24年）3月 - 福井市松本町（現・福井市松本）にて再建する。
- 1971年（昭和46年）4月 - 開発（かいほつ）工場を新設する（現在の本社工場所在地）。
- 1995年（平成7年）4月 - アパレル事業部を独立し、新会社エフティアパレル株式会社を設立し、本社機能を開発工場に移転する。
- 2005年（平成17年）10月 - 上海にて初の単独展示会を開催する。
- 2010年（平成22年）9月 - フランス・パリのテキスタイル見本市「プルミエール・ヴィジョン」に新規出展する。
- 2017年（平成29年）5月 - 医療機器の品質保証のため、国際標準規格「ISO 13485」を取得する。

（出典：）

## 医療材料開発
- 人工血管

シルクの糸による小口径人工血管の製造技術の開発。
- 心臓修復パッチ

大阪医科大学（2021年から大阪医科薬科大学）、帝人とによる共同プロジェクト。経済産業省・AMED（日本医療研究開発機構）を交えた産官学の連携によって製品化した。「東海北陸地域における医療機器・ヘルスケア製品事業化事例」として中部経済産業局で紹介され、一連のプロジェクトは「新・プロジェクトX〜挑戦者たち〜」（初回放送：2024年6月8日）で特集された。なお、このプロジェクトは池井戸潤の小説、『下町ロケット』のガウディ計画編にも登場し、同作のテレビドラマ（ガウディ編：2015年放送）のモデルとなっている。ちなみに、首相官邸の公式サイトでは「下町ロケット2“リアル”ガウディ計画」と題し、プロジェクトの経過を簡潔に解説している。

## 広告活動
企業広告を福井県ローカルで放送しているが、社名の代わりに愛称（フクイタテアミ）を用いている。2023年はパピプペンギンズをイメージキャラクターとして採用し、企業広告（「こどもたちの未来のために」篇）を放送したこともあった。他のCMに関する情報は、公式サイト内にあるCMギャラリーを参照。